# Локхийд SR-71 Блекбърд
Lockheed SR-71 „Blackbird“ е далекообхватен Mach 3+ стратегически разузнавателен самолет във ВВС на САЩ.

## История
Той е разработен като свръхсекретен, т.нар. черен проект на базата на разузнавателния самолет Lockheed A-12 през 1960-те години от Lockheed в нейното подразделение Skunk Works. Известният американски авиационен инженер Кларънс „Кели“ Джонсън е автор на много от новаторските идеи, приложени при проектирането на самолета. По време на разузнавателни мисии SR-71 лети при високи скорости и височини, което да му позволи да избегне опасност и радарно засичане. Ако се засече изстрелване на ракета земя-въздух, е просто стандартното защитно действие да ускори и да изпревари ракетата. SR-71 е проектиран с основни прикриващи характеристики и е предшественик на бъдещите стелт самолети.
SR-71 служи във ВВС на САЩ от 1964 до 1998 г. Построени са общо 32 самолета, от които 12 са изгубени при инциденти, но никой от вражески действия.
Двигателите „Pratt & Whitney J58“ работят в режим на постоянно подаване на гориво след турбината (форсаж) на крайцерска скорост и са хибрид между турбореактивен и правопоточен въздушнореактивен свръхзвуков двигател. За да може двигателят да работи в целия диапазон от под- и надзвукови скорости, конусът на въздухозаборника се мести напред-назад от автоматика. На самолета се нанесят радиопоглъщащи покрития.
Горивото, известно като JP-7 (Jet propellant 7), е разработено специално за въздушните сили на САЩ представлява сложна смес от въглеводороди и добавка от флуоровъглерод за увеличаване на смазочните свойства. При ускорение се използва и съединението триетилборан като се впръсква в двигателите. В горивото се добавя слабо радиоактивно съединение на цезий (наречено А-50) за намаляване температурата на изгорелите газове, и като следствие, на инфрачервената и радарна видимост в задната част самолета чрез йонизация. Въпреки тези мерки, SR-71 лесно се открива с модерните радиолокационни методи.
Самолетът е изработен предимно от титан, тъй като дуралуминият е неприложим при такива скорости, респ. температури – корпусът на SR-71 се нагрява до над 300 °C и не трябва да се докосва след кацане. Панелите на фюзелажа пасват хлабаво, но се уплътняват при топлинното разширение, така че от самолета на земята винаги тече гориво (JP-7), защото е без уплътнения на горивната система, пак заради нагряването (няма еластични материали, които да го издържат). Фанара (прозорците) са от кварц, заварен ултразвуково към титановия корпус. Гумите са BFGoodrich, съдържат алуминий, пълнят се с азот, струват $2300 и се сменят на 20 мисии, SR-71 каца при 310 km/h (170 knots, 200 mph) със спирачен парашут, за да се намали и натоварването на гумите.
Тъй като САЩ нямат залежи от титанова руда рутил, се налага да я закупят от СССР чрез страни от Третия свят и тайни операции. Част от метала е доставян под формата на снаряди и други оръжия.

## Рекорди
Държи световния рекорд за най-бърз пилотиран самолет с въздушнореактивни двигатели, като подобрява рекорда на YF-12, а на 28 юли 1976 г. SR-71 достига скорост от 3529,6 km/h, приблизително Mach 3,3. Пилотът на SR-71 Брайън Шул заявява в книгата си The Untouchables, че е летял с Мах 3,5 на 15 април 1986 г. над Либия, за да избегне ракета. Той също е летящият на най-голяма височина самолет през цялата си кариера, достигайки височина от 25 929 m на 28 юли 1976 г.
SR-71 също така държи рекорда за „скорост по изпитан маршрут“ за полет от Ню Йорк до Лондон на разстояние от 5570,79 km при скорост от 2908,027 km/h, пролетяно време от 1 час 54 минути и 56,4 секунди – поставен на 1 септември 1974 г., пилотиран от м-р Джеймс Съливан и м-р Ноел Уидифийлд, офицери по разузнавателни системи. Това е равнозначно на средна скорост от около Mach 2,72, включително намаляването на скоростта за презареждане с гориво по време на полета. Максималните скорости по време на този полет вероятно са близки до разсекретената максимална скорост от Mach 3,2+. За сравнение най-доброто време на граждански полет на „Concord“ е 2 часа и 52 минути, а на „Boeing 747“ – 6 часа и 15 минути.